# Cattedrale magistrale di Alcalá de Henares
La cattedrale magistrale dei Santi Giusto e Pastore (in spagnolo: Santa e Insigne Catedral-Magistral de los Santos Justo y Pastor) è il principale luogo di culto del comune di Alcalá de Henares, in Spagna, sede vescovile dell'omonima diocesi e una delle poche chiese al mondo con il titolo di Magistrale.

## Storia
Nei dintorni della città romana di Complutum, nell'anno 304, durante le persecuzioni di Diocleziano, due bambini di sette e nove anni di età, Giusto e Pastore, furono uccisi perché non volevano rinnegare la loro fede cristiana. Nel 414, sul luogo dell'esecuzione, venne eretta una cappella nella quale seppellire i loro corpi. Durante l'occupazione visigota (XVI secolo), la chiesa diventa cattedrale e sperimenta la tolleranza religiosa musulmana. Solo nel 1054, i musulmani, riconquistando la città in danno di Fernando I di Castiglia che l'aveva ripresa l'anno precedente, la distrussero per rappresaglia. La cattedrale fu ricostruita (1446–1482) dall'arcivescovo Alfonso Carrillo de Acuña e, poi, consolidata in stile gotico fiammeggiante (1495-1515), durante la cattedra del cardinale Francisco Jiménez de Cisneros. Nel 1618, si concluse la costruzione del campanile iniziata nel 1528, mentre il chiostro e la cappella di San Pietro vengono incorporati nella chiesa nel XVII secolo. Nel 1904 la chiesa è dichiarata Monumento nazionale spagnolo ma durante la Guerra Civile Spagnola la chiesa venne incendiata (1936), perdendo tutti i suoi tesori con l'eccezione di qualche inferriata e di qualche stallo del coro.

## Esterni
Di aspetto austero, si notano alle pareti i graffiti segoviani. Nel portale della facciata occidentale, in stile gotico fiorito, è degno d'interesse un medaglione con i simboli di San Ildefonso. Il campanile, opera di Rodrigo Gil de Hontañón e di Rodrigo Argüello, in stile rinascimentale, è alto 62,05 metri e presenta sulla sommità una guglia d'ardesia in stile herreriano. Nel chiostro (XVII secolo), ad archi tra pilastri, i pavimenti sono coperti di tappeti rinascimentali. Dal chiostro si accede alla Sala Capitolare e all'antica biblioteca, decorata da Angelo Nardi, oggi, Museo, della Cattedrale, dove si può vedere la tomba dell'arcivescovo Alfonso Carrillo de Acuña.

## Interni
L'edificio, a tre navate coperte con volte appoggiate su pilastri fascicolati, è a croce latina con grande transetto e una cripta e presenta poche opere d'arte per la distruzione avvenuta durante la Guerra civile spagnola. Conserva ancora le tombe dell'arcivescovo García Loaysa y Girón (morto nel 1599) e del cardinale Cisneros (morto nel 1517).

### Navata centrale
Sopraelevata rispetto alle navate laterali e chiusa da una griglia sopravvissuta alla distruzione, la cappella maggiore contiene ancora la mensa d'altare regalata da Sisto V a Filippo II, ma manca del retablo. Rimane una statua della Madonna dei Cisneros.
L'abside ha contrafforti visibili e un deambulatorio nel quale si alternano sezioni triangolare e rettangolari appoggiate su pilastri gotici. Sotto il deambulatorio la cripta che conserva l'urna (1702) con rilievi in argento e oro dei fratelli Zureno, in cui riposano i resti dei santi e la pietra sulla quale furono decapitati.

### Navata del Vangelo
In questa navata non è rimasto niente della chiesa antica. Oggi ha sede il Centro per l'Interpretazione della Cattedrale.

### Navata dell'Epistola
In questa navata vi sono le cappelle più importanti.
La cappella di San Pietro (1622) che, all'esterno, si presenta in granito e in stile herreriano, è barocca all'interno, con cupola circolare. Nella cappella della Madonna del Val rimane la statua della patrona di Alcalá, mentre in quella dell'Ecce Homo una singolare struttura nel tetto contrasta con il semplice arco a tutto sesto d'ingresso. La cappella di san Diego de Alcalá accoglie il corpo incorrotto del santo, che viene esposto ogni 13 novembre.
Le altre cappelle che mancano, sono invece state disegnate sui muri per suggerirne all'osservatore la vista.

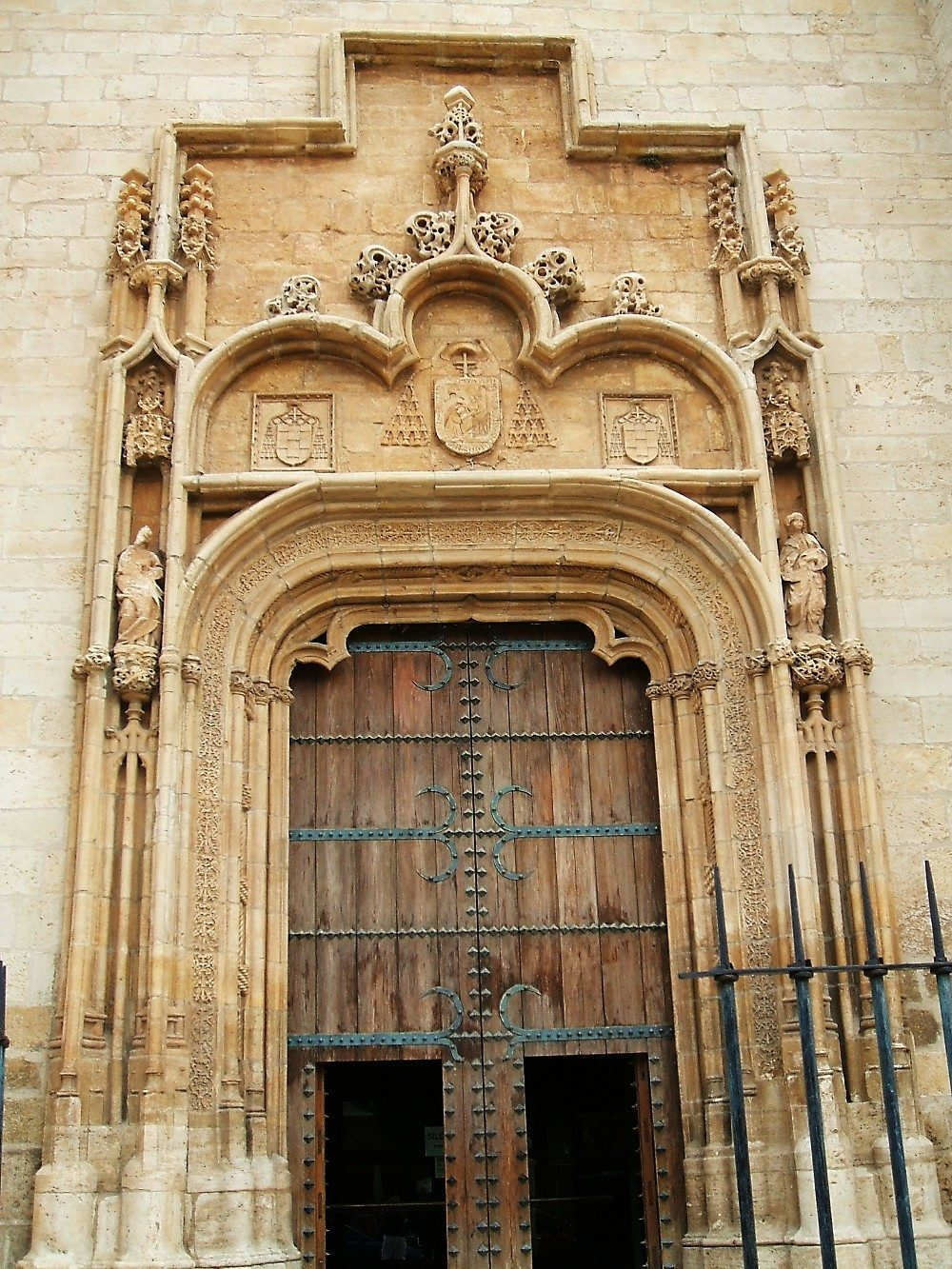
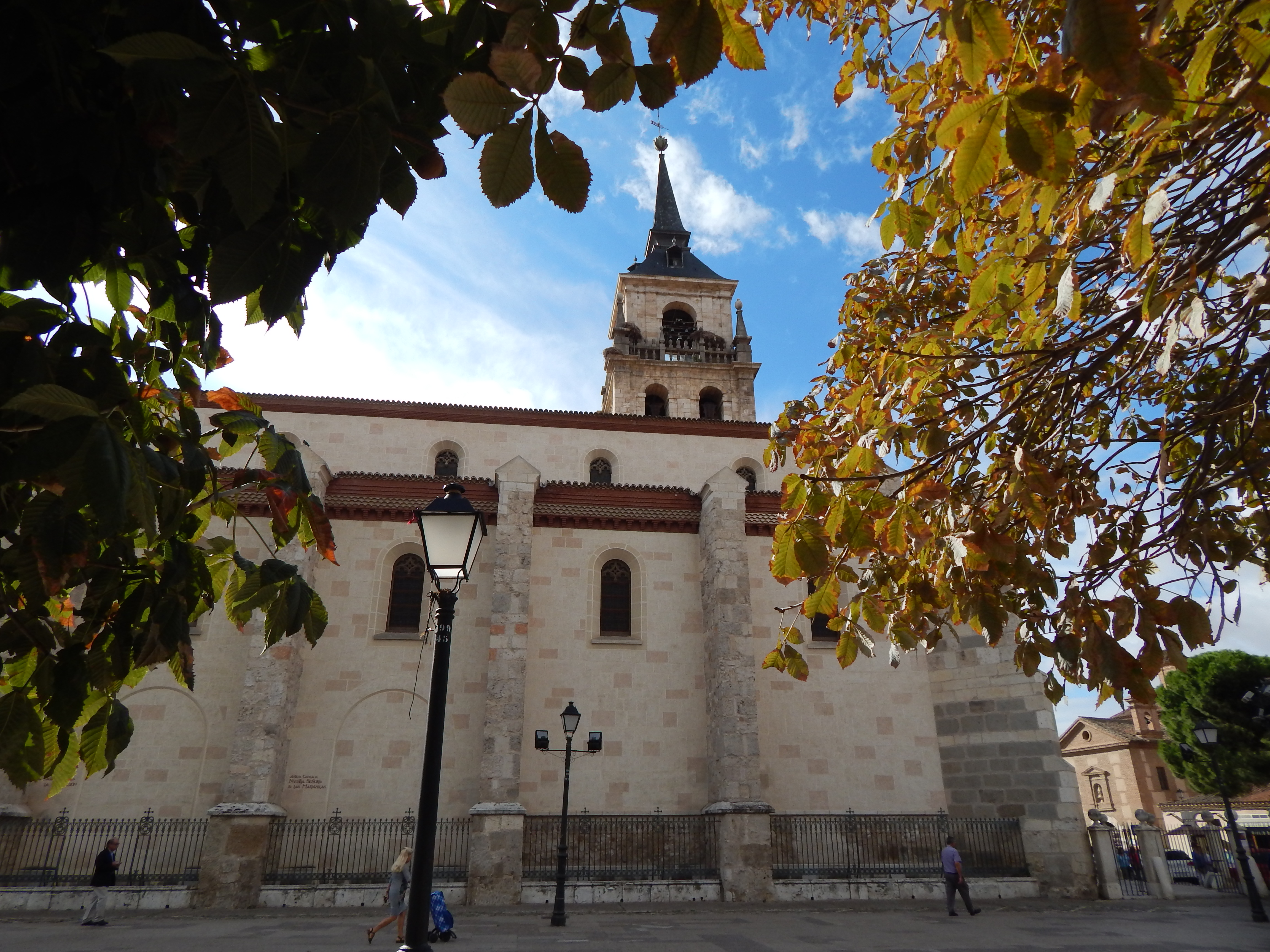
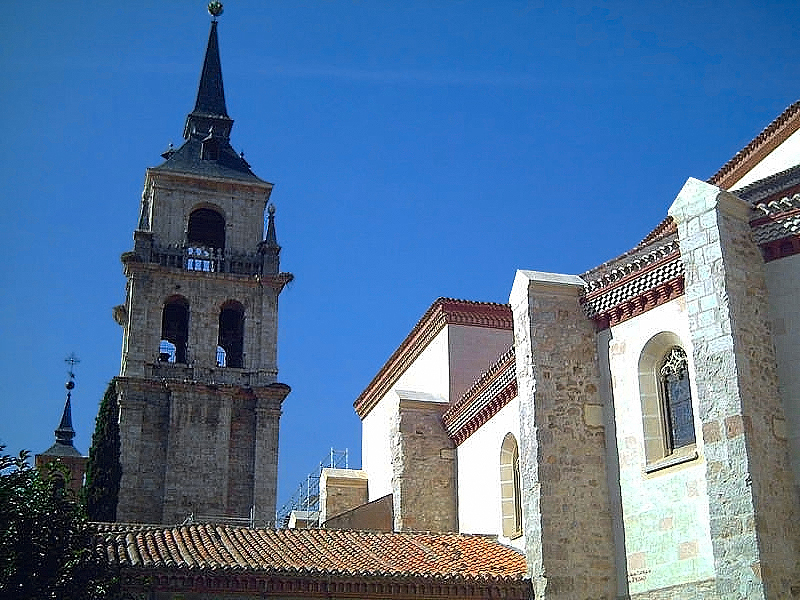
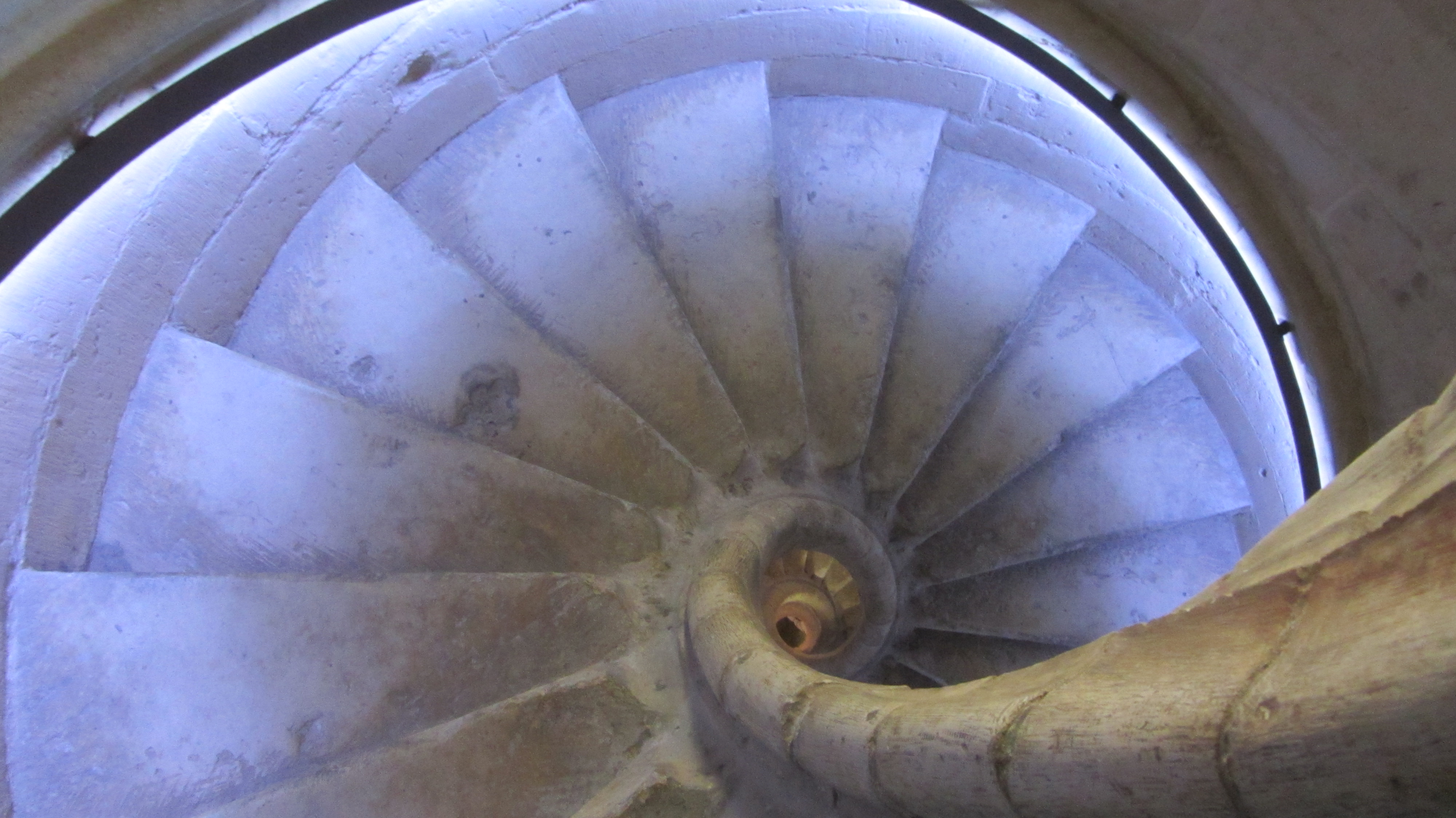
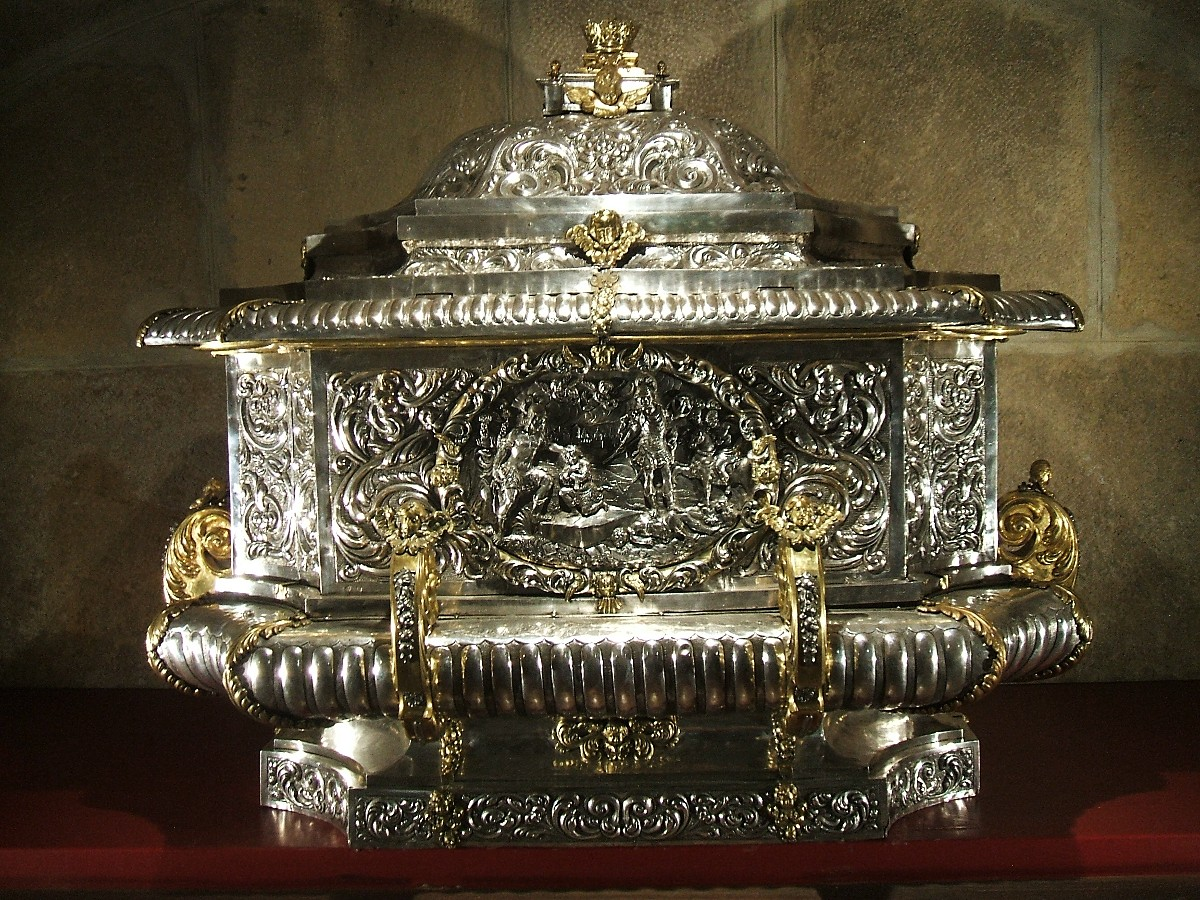
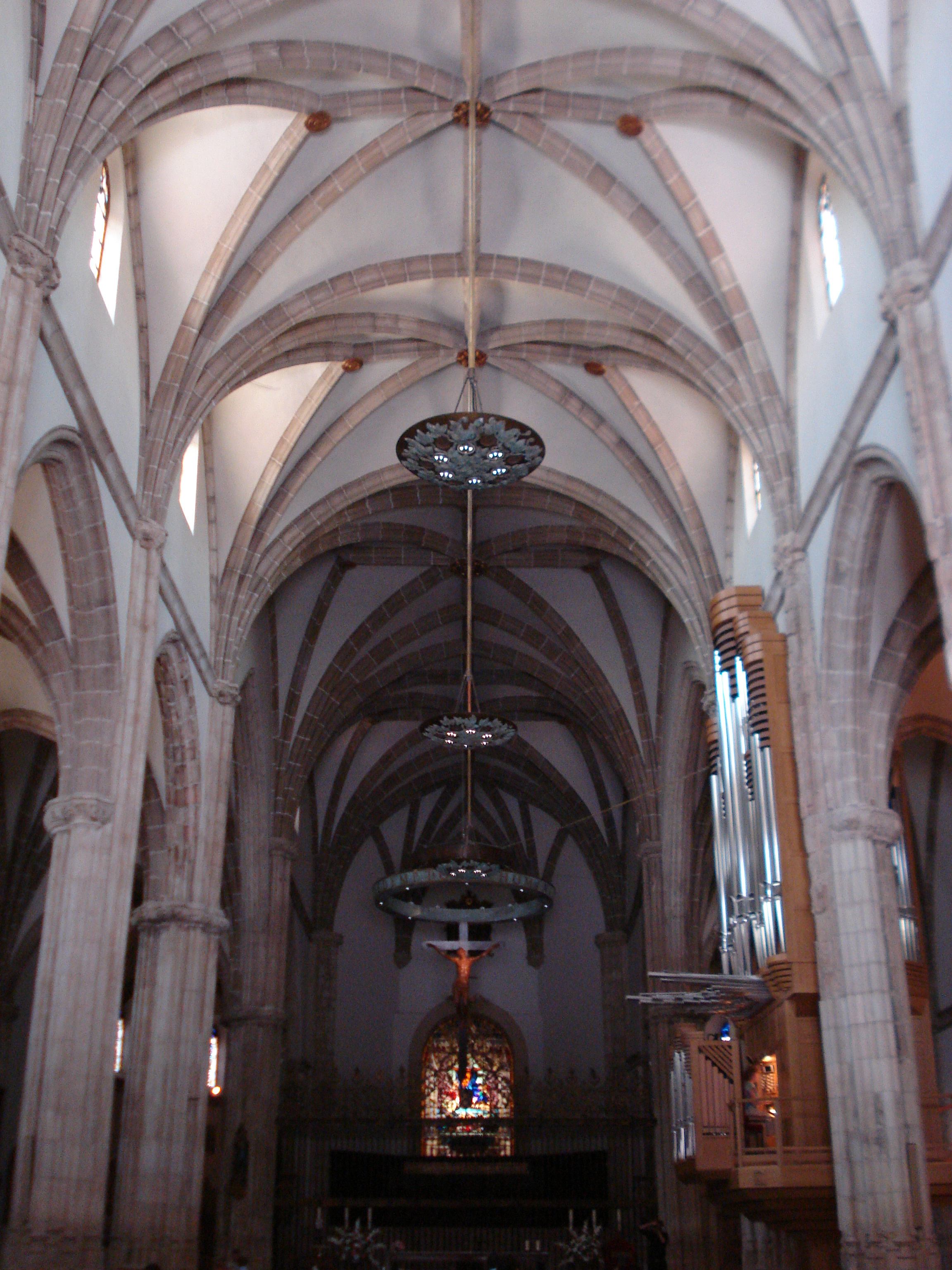